# Jeff Smith
|  | Aquest article tracta sobre el comicaire estatunidenc. Si cerqueu el motociclista, vegeu «Jeff Smith (motociclista)». |

Jeff Smith   (McKees Rocks, 27 de febrer de 1960) és un comicaire estatunidenc. La seva obra més coneguda és la sèrie Bone, publicada per ell mateix. A més, ha treballat d'animador per a la Disney. Ja des de la seva infantesa, va mostrar gran interès pel món del còmic. Durant la seva estada a la Universitat d'Ohio, va dibuixar una sèrie de tires còmiques amb el títol de Thorn, que es convertirien en la gènesi de la seva sèrie Bone.

## Biografia
Jeff Smith va néixer a McKees Rocks, Pennsylvania de William Earl Smith i Barbara Goodsell. Va créixer a Columbus, Ohio.
Smith va aprendre sobre dibuixos animats a partir de tires còmiques, còmics i programes de televisió animats. La tira que va trobar més entretinguda va ser Charles M. Schulz Peanuts, que li feia llegir al seu pare cada diumenge, i que el va inspirar a aprendre a llegir. Smith també es va inspirar en Scrooge McDuck creador Carl Barks, a qui Smith anomena un "geni del còmic natural" per la seva capacitat per moure els personatges de manera eficaç d'un panell a un altre, i per la seva expressivitat. En al·lusió a la influència de Barks a Bone, Smith va comentar: "Sempre vaig voler que l'oncle Scrooge emprengués una aventura més llarga. Vaig pensar:" Home, si poguéssiu obtenir un còmic d'aquesta qualitat, la durada de digues: Guerra i pau, o L'Odissea o alguna cosa així, això seria una cosa que m'agradaria llegir, i fins i tot quan era petit vaig buscar aquest llibre per tot arreu, aquella història de l'oncle Scrooge que tenia 1.100 pàgines." Una altra influència fonamental va ser el programa de televisió The Pogo Special Birthday Special, que Smith va veure als nou anys. L'espectacle va ser creat per Walt Kelly i Chuck Jones, a qui Smith va anomenar més tard "dues de les meves persones preferides". L'endemà de l'emissió d'aquest programa, una noia va portar el llibre Pogo del seu pare a l'escola i el va regalar a Smith, que diu que "va canviar els còmics" per a ell. Smith guarda aquest llibre en una taula al costat del seu tauler de dibuix avui, i es refereix a Kelly com la seva "mayor influència en escriure còmics".